# RK-2 ステューフナ-P

RK-2 ステューフナ-P（ウクライナ語: РК-2 «Стугна-П»、Stugna-PもしくはスタグナPとも）とは、ウクライナのルーチ設計局が開発した対戦車ミサイルである。スキーフ（ウクライナ語: Скіф）とも呼ばれる。
ステューフナの名称は、ドニエプル川の支流であるステューフナ川に由来する。

## 開発
ステューフナPは、2005年からステューフナを基に開発が始められた。ステューフナは旧ソ連製の9M117バスティオンの後継として、ウクライナのルーチ設計局が独自に開発したミサイルである。
2005年にルーチ設計局は、ステューフナをベースに新型の弾頭直径130mmの新型対戦車ミサイル「ステューフナ-P」の開発を開始した
2010年にステューフナ-Pの開発が完了し、翌2011年の4月11日付でウクライナ国防省に正式採用された。

## 運用

### ミサイル本体
ミサイル本体は、直径130mmのRK-2SとRK-2OF、直径152mmのRK-2M-KとRK-2M-OFの合計4種類のミサイルが用意されている。RK-2OFとRK-2M-OFは自己鍛造能力付きの破片榴弾であり、軽装甲車両や軟目標などへの攻撃に使用される。
それぞれのミサイルのスペックは以下の通り。
| 名称                           | RK-2S              | RK-2OF                   | RK-2M-K              | RK-2M-OF                 |
| ------------------------------ | ------------------ | ------------------------ | -------------------- | ------------------------ |
| 弾頭直径                       | 130 mm             | 130 mm                   | 152 mm               | 152 mm                   |
| コンテナ直径                   | 140 mm             | 140 mm                   | 162 mm               | 162 mm                   |
| コンテナ全長                   | 1,360 mm           | 1,360 mm                 | 1,435 mm             | 1,435 mm                 |
| 重量（ミサイル本体とコンテナ） | 30 kg              | 30 kg                    | 37 kg                | 37 kg                    |
| 弾頭                           | タンデム成形炸薬弾 | 自己鍛造能力付き破片榴弾 | タンデム成形炸薬弾   | 自己鍛造能力付き破片榴弾 |
| 装甲貫徹能力                   | ERA+RHA 800 mm相当 | RHA 60 mm 相当           | ERA+RHA 1,100 mm相当 | RHA 120 mm               |
| 昼間射程                       | 100～5,000 m       | 100～5,000 m             | 100～5,500 m         | 100～5,500 m             |
| 夜間射程                       | 100～3,000 m       | 100～3,000 m             | 100～3,000 m         | 100～3,000 m             |

### 発射機・照準装置
専用の三脚に搭載して使うが、この三脚は電動式の左右旋回・仰俯角の調整機能も搭載している。
照準と射撃は有線式の遠隔操作パネルを使って離れた場所から行う。このため、左右旋回と仰俯角をリモコン操作に従って自動旋回させる機能も装備されている。
構成部品の内容は以下の通り
| パーツ名称           | 重量（Kg）              |
| -------------------- | ----------------------- |
| ミサイルキャニスター | 30（130mm）/37（152mm） |
| 三脚式ランチャー     | 38                      |
| 遠隔操作式パネル     | 14                      |
| 誘導デバイス         | 15                      |
| 赤外線カメラ         | 4.1                     |

これらの装備品の重量は、ミサイル本体を除いても71.1kg、ミサイル本体を含めれば100kg以上に達する。歩兵での運搬自体は可能であるが、重量的に極めて難しくなるため、後述するように車両に搭載して運用することも多い。

## 車両への搭載
歩兵3人で運搬することも可能であるが、上記のようにRK-3 コルサルに比べると大きくて重いため、車載も想定されている。搭載車両には、全地形対応車両のCFMOTO Tracker 800やノヴァトール軽装甲車などが使用されている。
また、アミュレット（ウクライナ語: Амулет）と呼ばれる車載式の2連装ランチャーも開発されており、ノバトールやBRDM-2への搭載が計画されている。

## 採用国
- アルジェリア
- アゼルバイジャン
- エジプト
  - エジプト陸軍 - 2024年時点で、ステューフナ-Pを保有[5]。
- ジョージア
- ヨルダン
- モロッコ
- ミャンマー
- カタール
  - カタール陸軍 - 2023年時点で、Ejder Yalcin装甲車及びNMS装甲車への車載用として保有している[6]。
- サウジアラビア
- ウクライナ

## ギャラリー

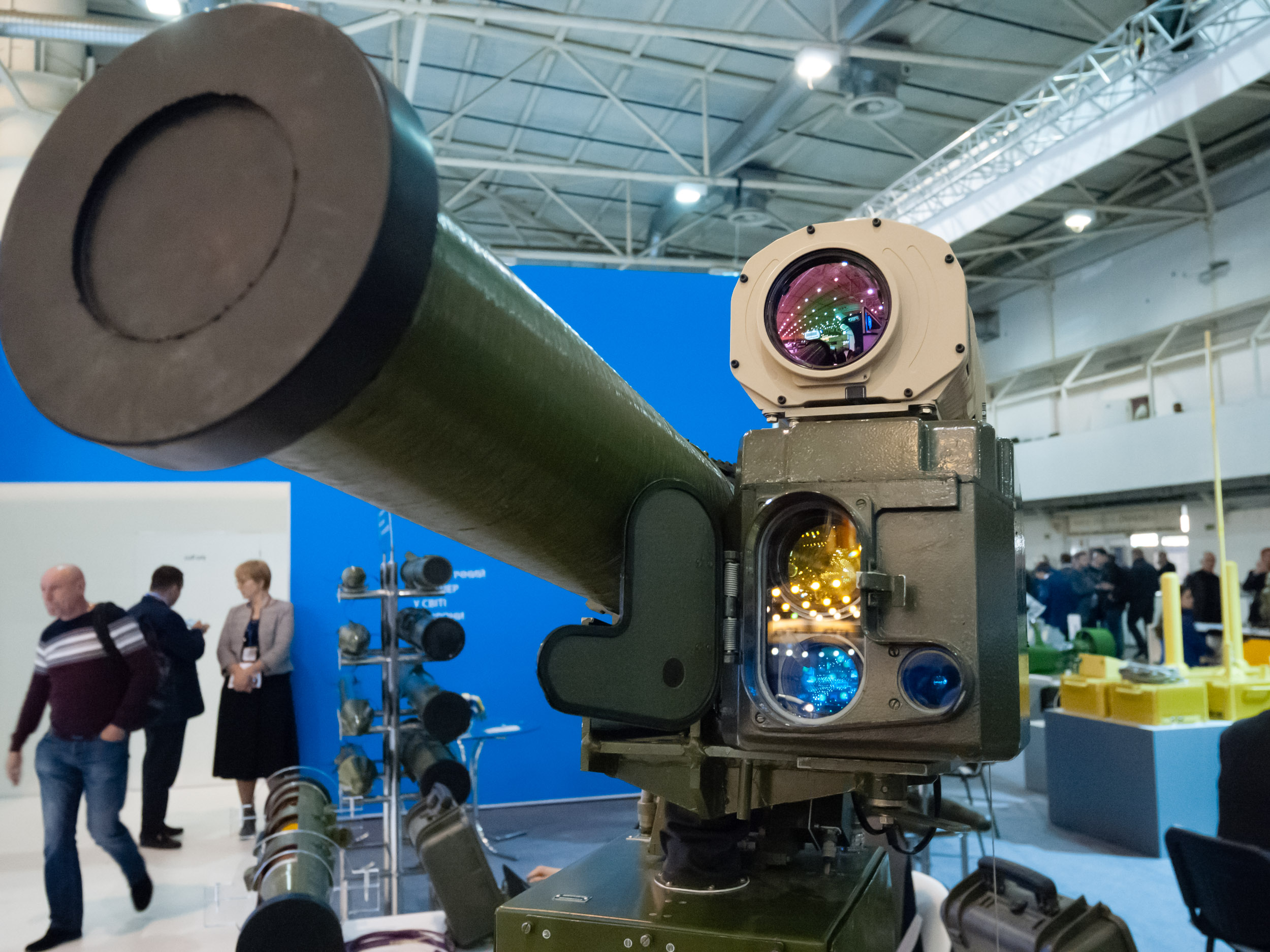
ステューフナ-Pの誘導装置（コンテナチューブの右側の箱状の物体）と、暗視装置（誘導装置の上に設置）
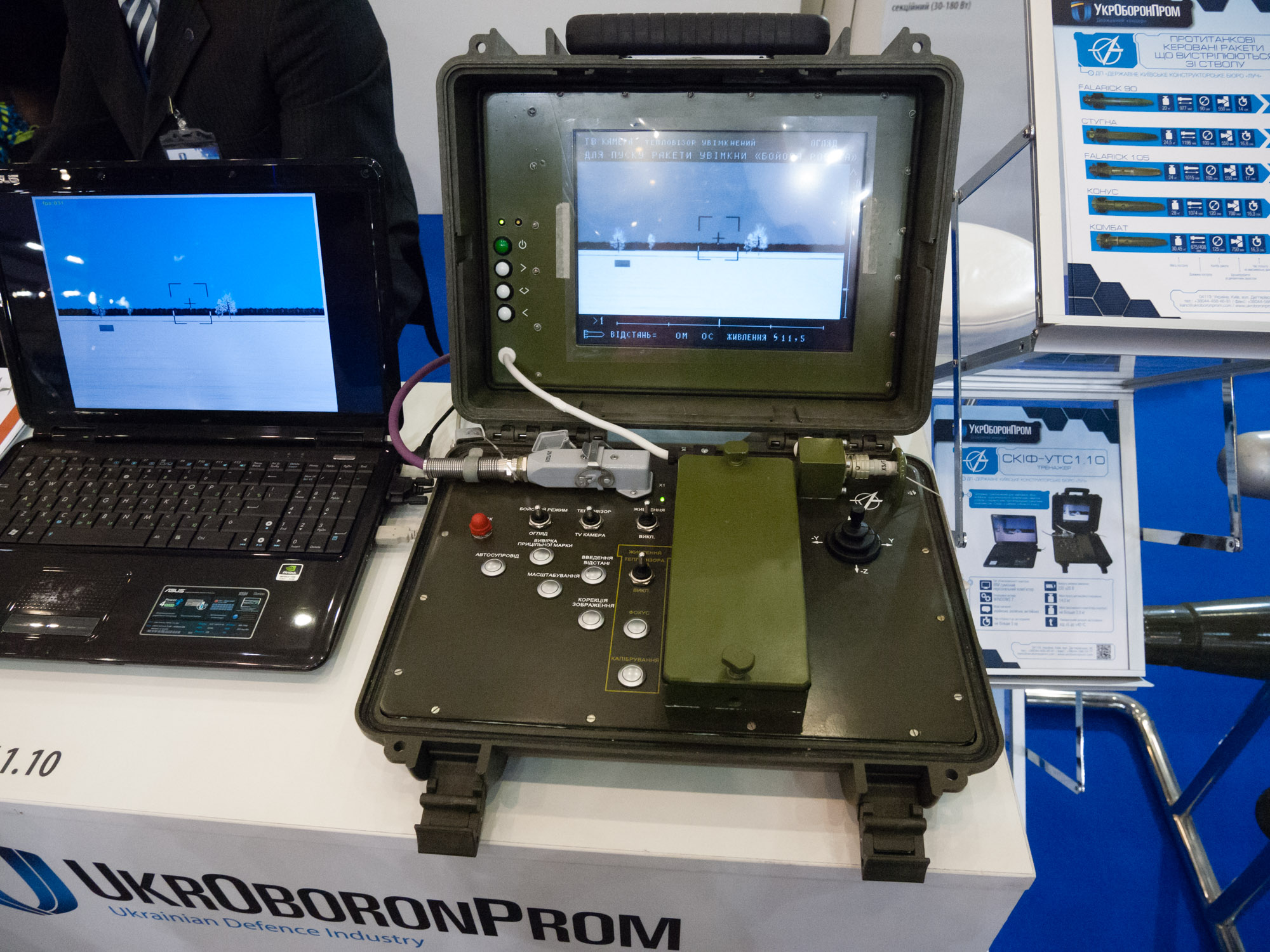
ステューフナ-Pの遠隔操作パネル
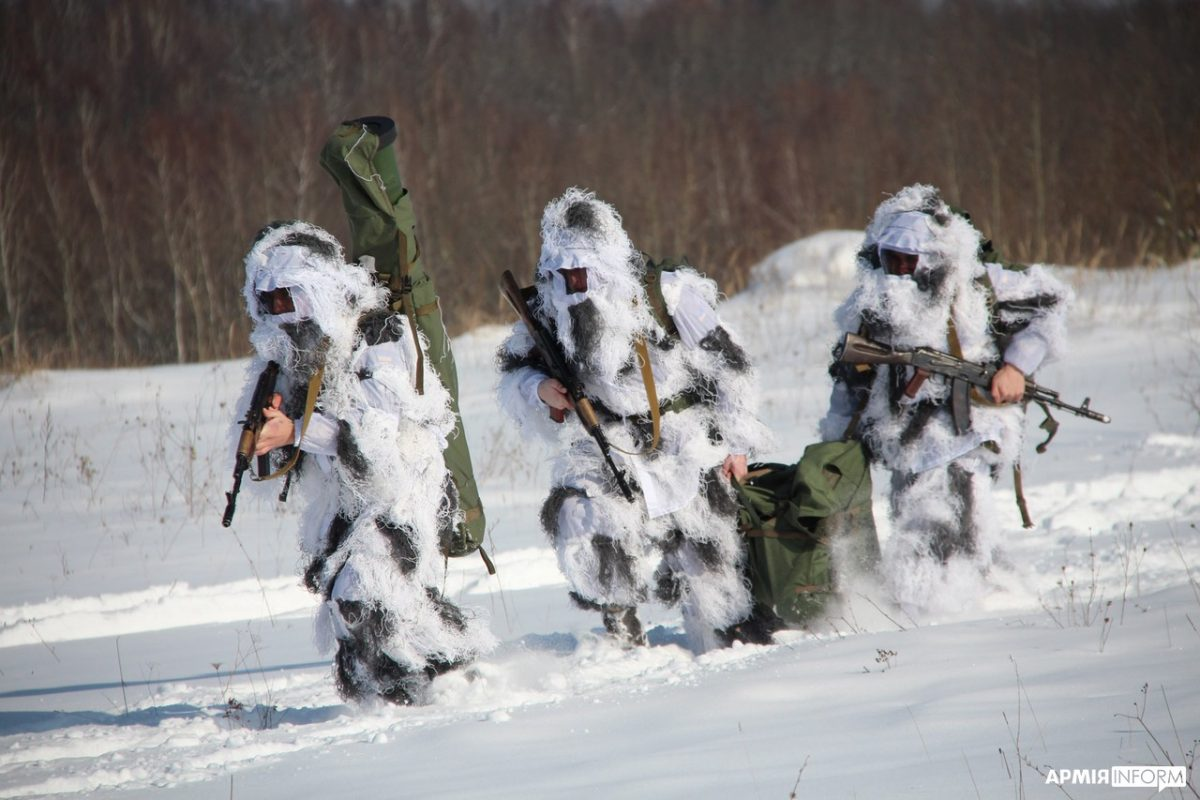
ウクライナ軍の対戦車班。前の兵士がミサイル本体を、真ん中と後ろの兵士がランチャーや遠隔操作パネルなどを運んでいる。
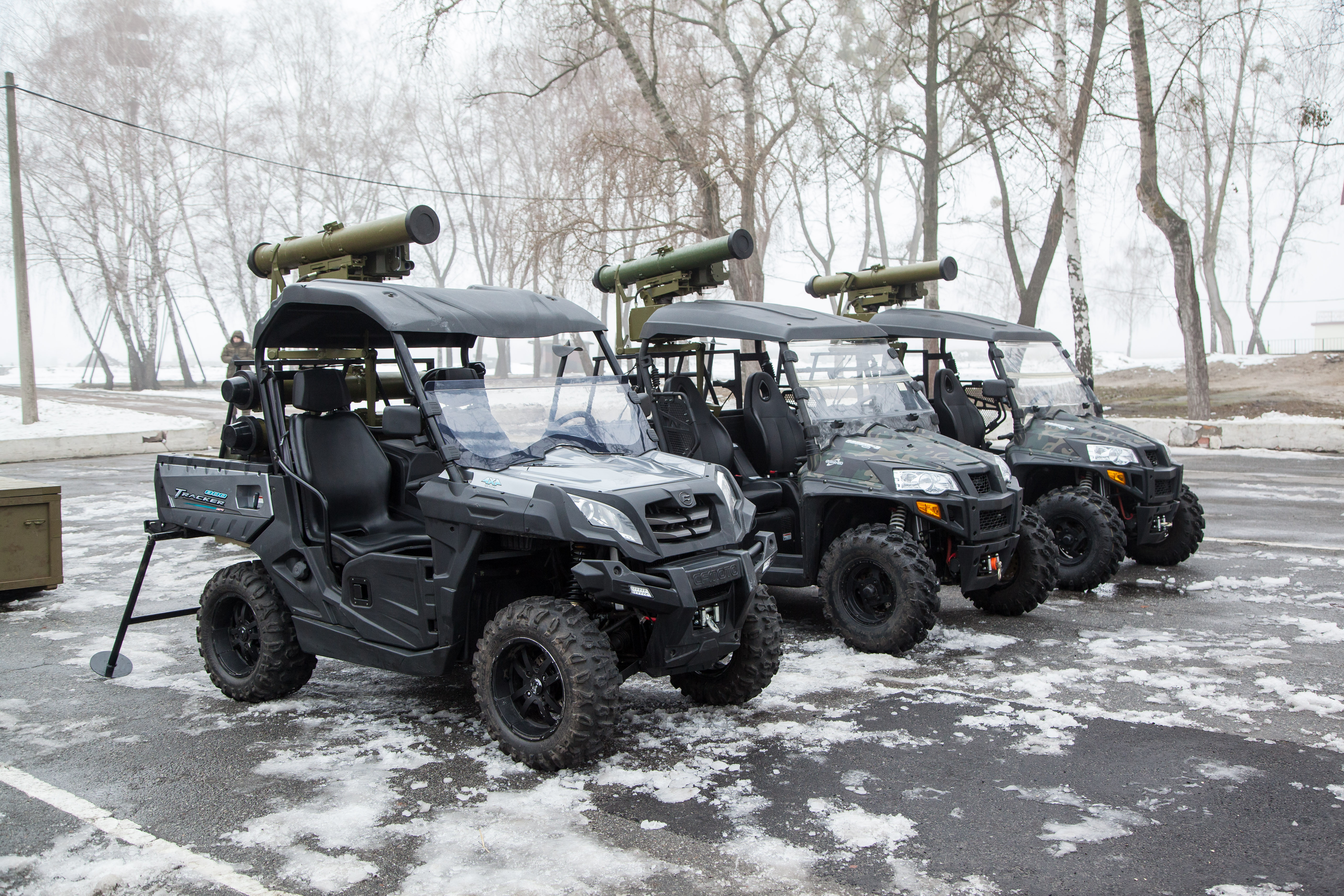
ステューフナ-Pを装備した、CFMOTO Tracker 800全地形対応車。
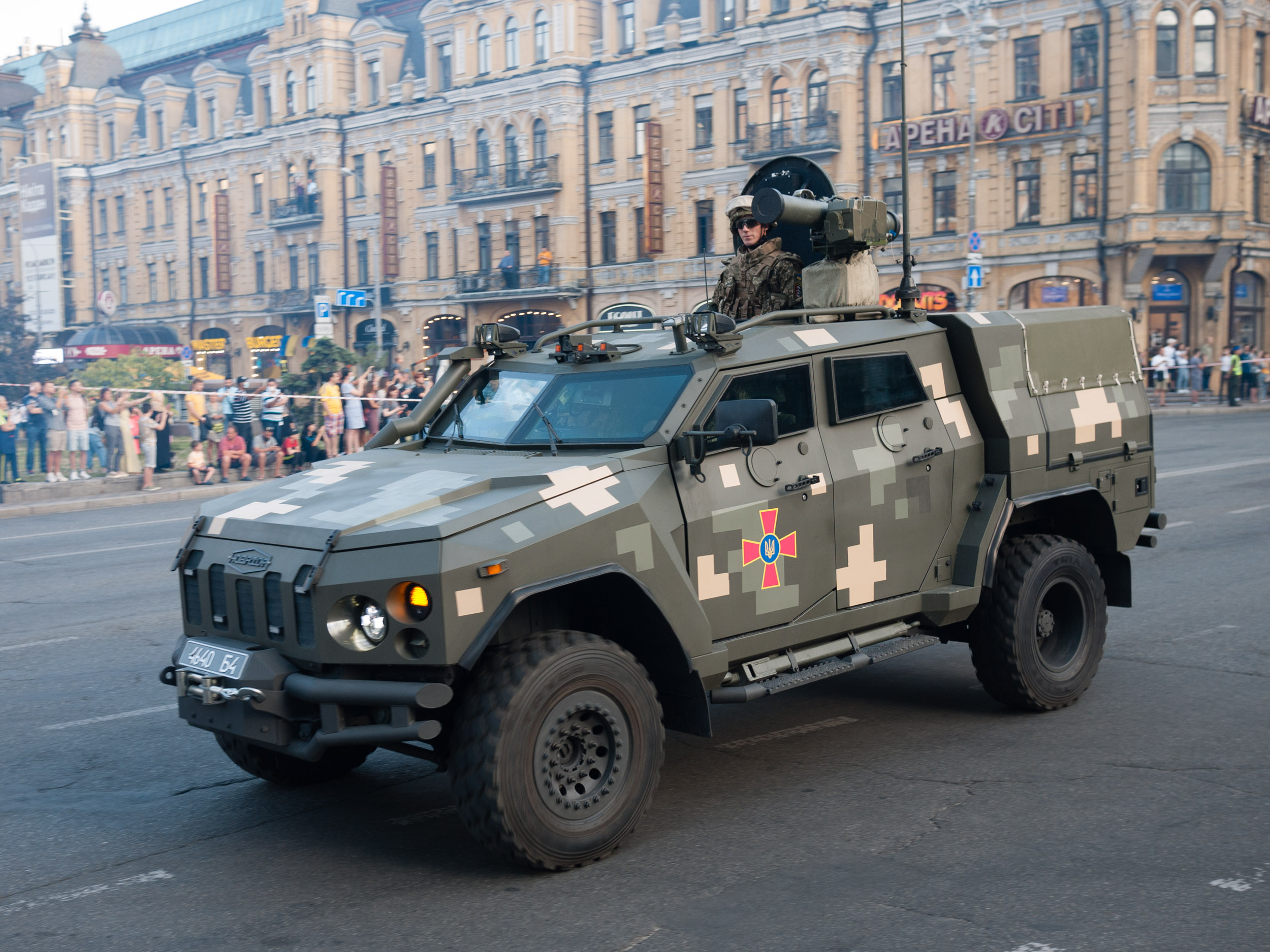
ステューフナ-Pを装備した、ノヴァトール軽装甲車（ウクライナ語版、英語版）。
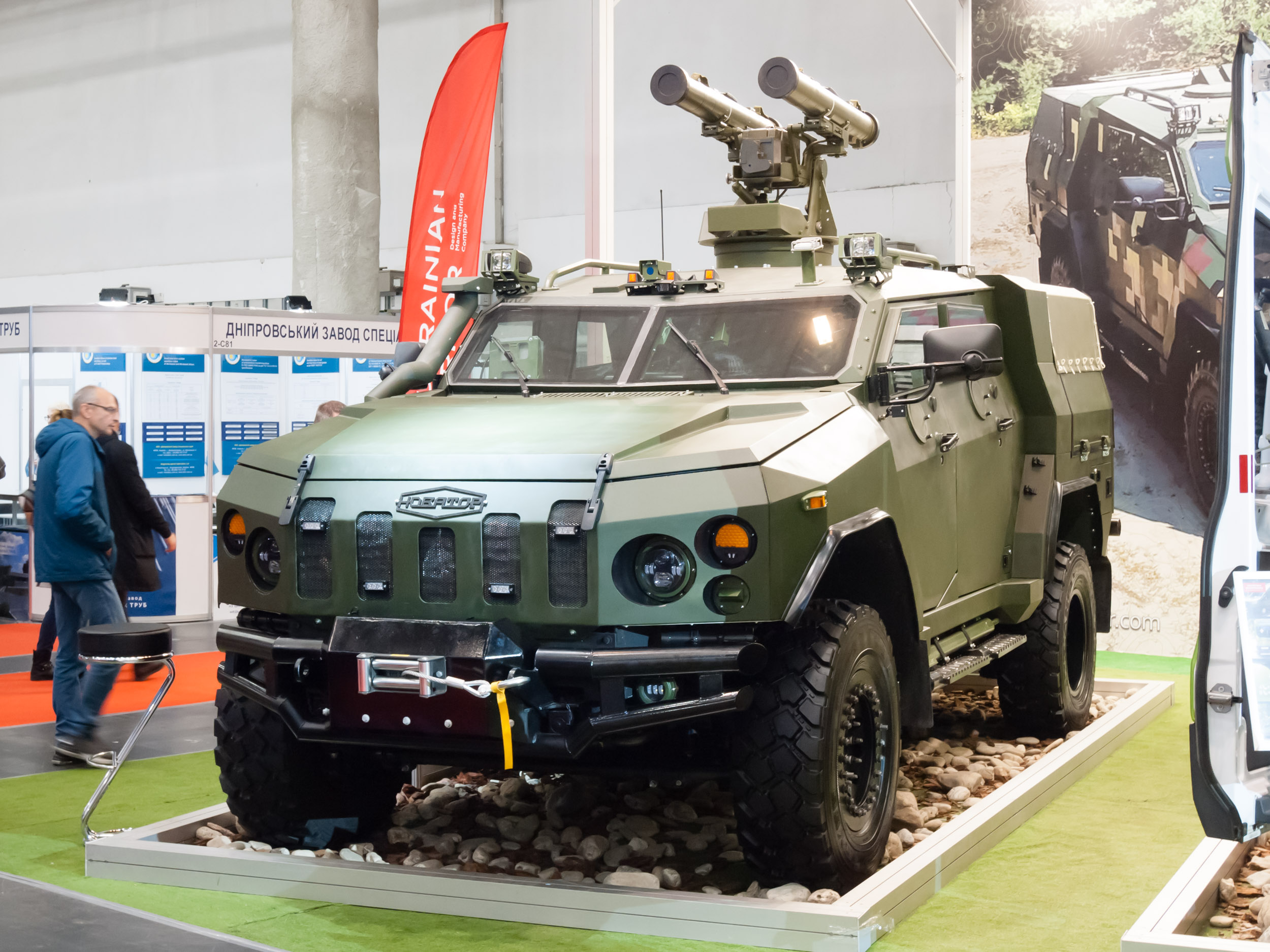
ステューフナ-Pの2連装ランチャーモジュール「アミュレット」を装備したノバトール軽装甲車。